# Pabiadziciel
Pabiadziciel (biał. Пабядзіцель; ros. Победитель) – wieś na Białorusi, w obwodzie mińskim, w rejonie wilejskim, w sielsowiecie Ilia.
Do 1964 roku Smorkowo.

## Historia
W czasach zaborów wieś w okręgu wiejskim Starynki, w gminie Krajsk, w powiecie wilejskim, w guberni wileńskiej Imperium Rosyjskiego. W 1866 roku liczyła 118 mieszkańców (48 dusz rewizyjnych) w 10 domach, należała do dóbr Juncewicze. Własność Borowskich.
W latach 1921–1945 wieś leżała w Polsce, w województwie wileńskim, w powiecie wilejskim, w gminie Olkowicze, od 1 stycznia 1926 w gminie Ilia.
Według Powszechnego Spisu Ludności z 1921 roku zamieszkiwało tu 160 osób, 155 było wyznania rzymskokatolickiego a 5 prawosławnego. Jednocześnie 158 mieszkańców zadeklarowało polską a 2 białoruską przynależność narodową. Było tu 36 budynków mieszkalnych. W 1931 w 38 domach zamieszkiwały 194 osoby.
Wierni należeli do parafii rzymskokatolickiej  Miejscowość podlegała pod Sąd Grodzki w Ilii i Okręgowy w Wilnie; właściwy urząd pocztowy mieścił się w Ilii.
Wierni należeli do parafii rzymskokatolickiej w Olkowiczach i prawosławnej w Ilji. Miejscowość podlegała pod Sąd Grodzki w Ilii i Okręgowy w Wilnie; właściwy urząd pocztowy mieścił się w Olkowiczach.
W wyniku napaści ZSRR na Polskę we wrześniu 1939 miejscowość znalazła się pod okupacją sowiecką. 2 listopada została włączona do Białoruskiej SRR. Od czerwca 1941 roku pod okupacją niemiecką. W 1944 miejscowość została ponownie zajęta przez wojska sowieckie i włączona do Białoruskiej SRR.
Od 1991 w składzie niepodległej Białorusi.